# Amberleya
Amberleya is een geslacht van uitgestorven weekdieren uit de klasse van de Gastropoda (slakken). Exemplaren van dit geslacht zijn slechts als fossiel bekend.

## Soort
- Amberleya bathonica Cox & Arkell, 1950 †